# Fachinal
Fachinal deriva del término "fajina". Designa al bioma caracterizado por la predominancia de una estepa cerrada, con pastos altos y duros e imbricación arbustiva. En Argentina los fachinales son frecuentes en muchas zonas de la llanura chacopampeana, la región pampeana y la región chaqueña, que han sufrido poca alteración antrópica.